# Pierre Venayre
Pour les articles homonymes, voir Venayre.
Pierre Venayre, né le 14 janvier 1979 à Fontainebleau, est un joueur de rugby à XV français qui évolue au poste de centre au sein de l'effectif du Stade rochelais (1,92 m pour 94 kg).
Il est actuellement directeur général du Stade rochelais.

## Biographie
Après les équipes de jeunes de sa ville de naissance qu'il fréquente à partir de 10 ans, il porte le maillot du Paris université club. Après quatre saisons au PUC, l'ailier rejoint le Stade rochelais. Avant cela, il obtient son diplôme de SciencesPo,.
En 2002, la formation espoirs qu'il a intégrée tout en disputant quelques rencontres avec les professionnels est titrée championne de France.
En 2008, une blessure au dos a raison de sa carrière de joueur. Vincent Merling, le président du Stade rochelais, lui propose une reconversion dans les bureaux du Stade Deflandre comme manager après avoir suivi une formation de marketing sportif à l'ESSEC. Après avoir constitué un staff administratif compétitif, le jeune dirigeant met en œuvre le projet « Grandir ensemble » 2011-2015 qui se fixe entre autres comme objectif de pérenniser l'Atlantique Stade rochelais dans l'élite de l'ovalie française en renforçant ses bases. Il est ensuite nommé directeur général du Stade rochelais.
Depuis le 27 septembre 2021, il est membre du bureau de l'Union des clubs professionnels de rugby, syndicat regroupant les clubs professionnels de Top 14 et de Pro D2.

## Carrière
- Club Sportif de Fontainebleau
- Paris université club
- 2001-2008 : Stade rochelais

## Palmarès

### En club
- Champion de France Espoirs en 2002
- Vainqueur de la Coupe de la Ligue en 2002 et 2003
- Finaliste des phases finales de Pro D2 : 2007

### En équipe nationale
- Équipe de France Universitaire
- Equipe de France des plus de 33 ans